# Grimaldi (cràter)
Grimaldi és una gran conca situada prop de l'extremitat occidental de la Lluna, al sud-oest de l'Oceanus Procellarum, i al sud-est del cràter Riccioli. Cap a l'Oceanus Procellarum apareix el cràter Damoiseau, i al nord es troba Lohrmann.

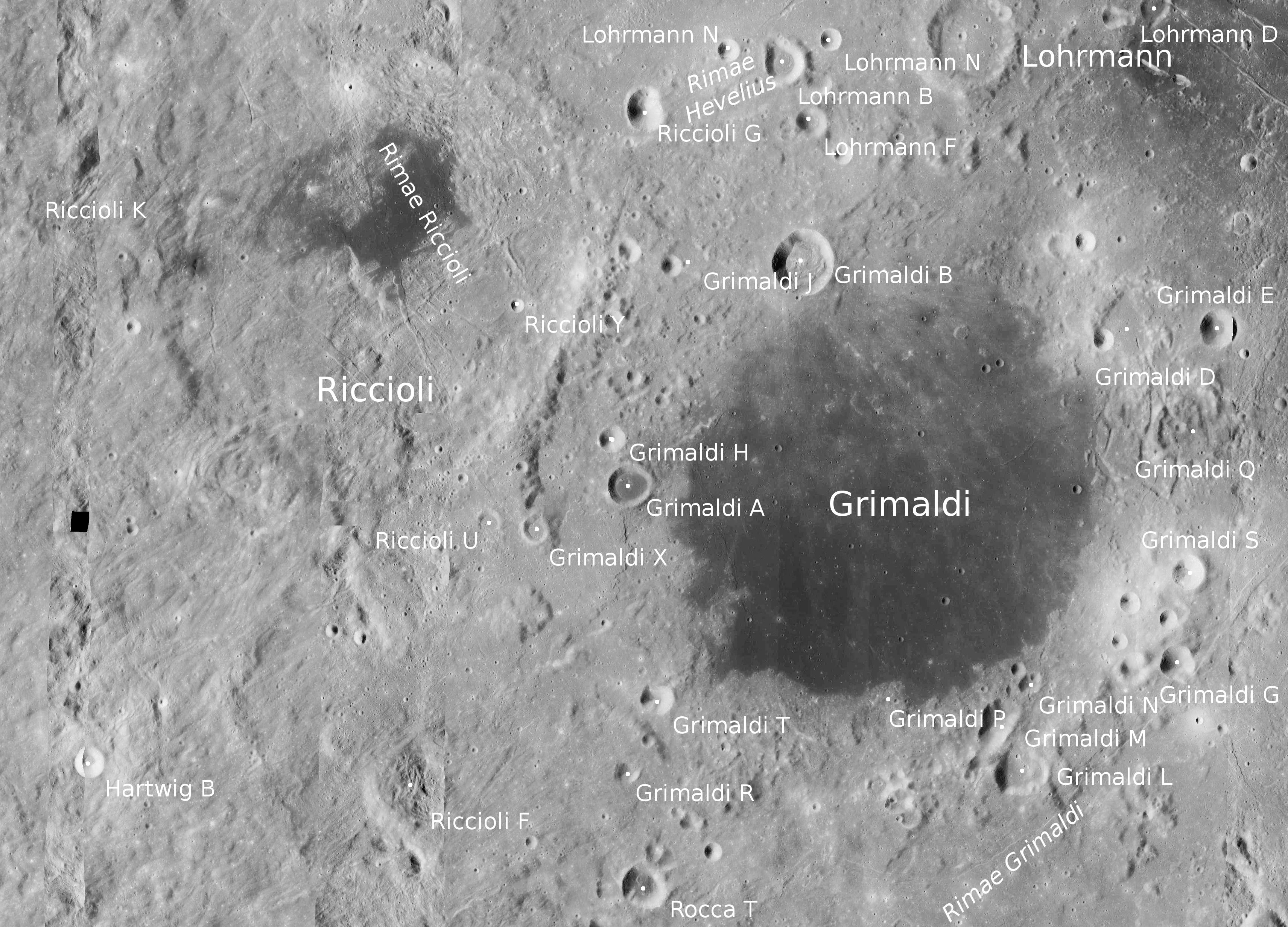
Localització de Grimaldi (centre dreta de la imatge)
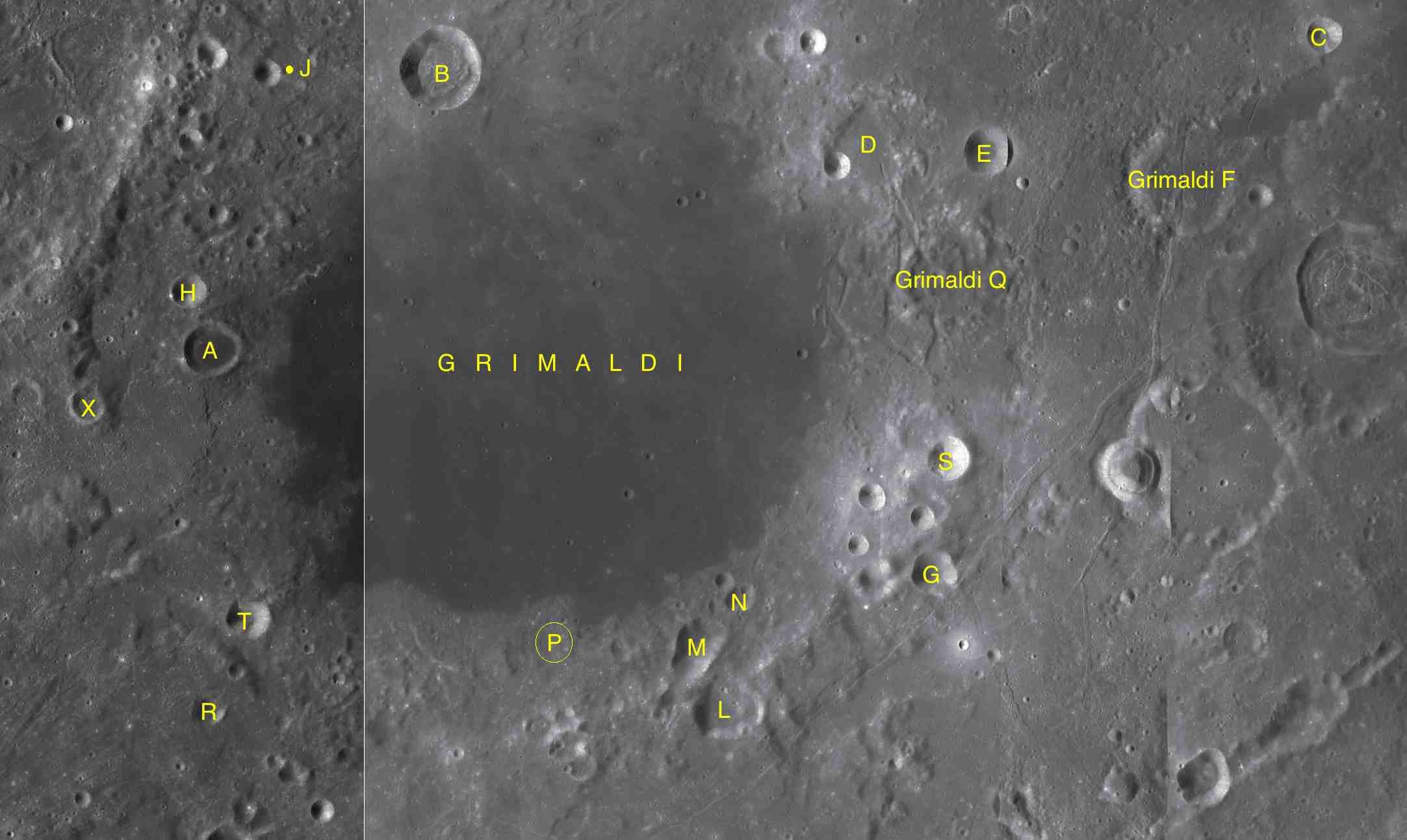
Cràters satèl·lit

La paret interna de Grimaldi ha estat tan fortament desgastada i erosionada per impactes posteriors, que ha quedat reduida a un anell irregular de pujols baixos, crestes i pics. No obstant això, alguns dels pics restants aconsegueixen altures de més de 2 quilòmetres. El sòl de la mar lunar que ocupa el seu interior és la característica més notable d'aquest cràter, formant una superfície plana, relativament llisa i sense trets notables, amb una albedo particularment baixa. El to fosc del sòl contrasta amb l'entorn més brillants, per la qual cosa és un cràter fàcil de localitzar. El diàmetre aproximat de la vora interior és de 140 quilòmetres.
Més enllà de la conca de Grimaldi s'hi troben les restes disperses d'una paret exterior, que té un diàmetre de 220 quilòmetres. Aquesta vora exterior apareix una mica més intacta al nord i a l'oest del cràter que en altres llocs. Al sud-est de Grimaldi es situa un sistema de rimes que rep el nom de Rimae Grimaldi. Al nord-oest, alguns dels canals pertanyents al Rimae Riccioli s'acosten a la vora occidental de la vora de Grimaldi.
Una mascon, amb el seu característic valor elevat de la gravetat, ha estat identificada al centre de Grimaldi, d'acord amb els treballs de mesurament realitzats amb el dispositiu GRAIL.

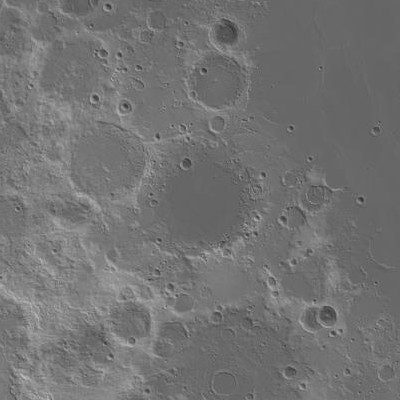
Mapa topogràfic de la conca
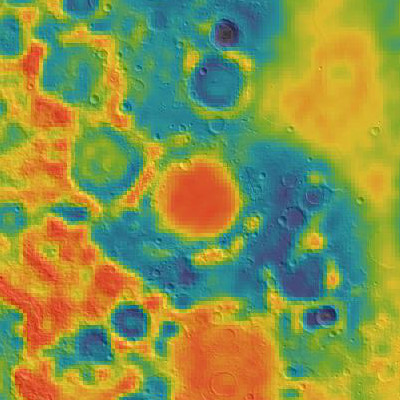
Mapa del camp gravitatori GRAIL

Grimaldi té una història de fenòmens lunars transitoris, incloent ocasionals flaixos de llum, marques de color, i zones de visibilitat nebulosa. Les emissions gasoses d'aquesta zona s'han detectat utilitzant espectroscopia.

## Cràters satèl·lit
Per convenció, aquests elements són identificats als mapes lunars posant la lletra al costat del punt mitjà del cràter que està més prop de Grimaldi.
| Grimaldi | Coordenades                        | Diàmetre |
| -------- | ---------------------------------- | -------- |
| A        | 5° 24′ S, 71° 12′ O / 5.4°S,71.2°O | 15 km    |
| B        | 2° 54′ S, 69° 12′ O / 2.9°S,69.2°O | 22 km    |
| C        | 2° 36′ S, 61° 30′ O / 2.6°S,61.5°O | 10 km    |
| D        | 3° 42′ S, 65° 30′ O / 3.7°S,65.5°O | 22 km    |
| E        | 3° 42′ S, 64° 24′ O / 3.7°S,64.4°O | 13 km    |
| F        | 4° 00′ S, 62° 42′ O / 4.0°S,62.7°O | 29 km    |
| G        | 7° 24′ S, 64° 54′ O / 7.4°S,64.9°O | 13 km    |
| H        | 4° 54′ S, 71° 24′ O / 4.9°S,71.4°O | 9 km     |
| J        | 2° 54′ S, 70° 36′ O / 2.9°S,70.6°O | 16 km    |
| L        | 8° 30′ S, 66° 42′ O / 8.5°S,66.7°O | 19 km    |
| M        | 8° 00′ S, 67° 00′ O / 8.0°S,67.0°O | 18 km    |
| N        | 7° 36′ S, 66° 36′ O / 7.6°S,66.6°O | 8 km     |
| P        | 8° 00′ S, 68° 18′ O / 8.0°S,68.3°O | 10 km    |
| Q        | 4° 48′ S, 64° 48′ O / 4.8°S,64.8°O | 21 km    |
| R        | 8° 30′ S, 71° 12′ O / 8.5°S,71.2°O | 9 km     |
| S        | 6° 24′ S, 65° 00′ O / 6.4°S,65.0°O | 11 km    |
| T        | 7° 42′ S, 70° 54′ O / 7.7°S,70.9°O | 12 km    |
| X        | 5° 48′ S, 72° 18′ O / 5.8°S,72.3°O | 9 km     |